# Paul Weber (Unternehmer)
Paul Weber (* 16. Dezember 1915 in Homburg; † 23. Oktober 1994 in Bruchhof-Sanddorf) war ein deutscher Unternehmer und Wirtschaftswissenschaftler. Er leitete die Karlsberg Brauerei von 1946 bis 1983.

## Leben
Weber machte eine Lehre als Kaufmann und studierte anschließend an der neu gegründeten Saar-Universität. Er promovierte 1952 im Fach Wirtschaftswissenschaften und war dabei der dritte Promovend der Universität.
1942 begann er im Familienunternehmen Karlsberg zu arbeiten, zunächst als Prokurist, dann ab 1962 als Geschäftsführer.
Neben seinem Engagement im Familienunternehmen engagierte sich Weber auch für seinen Wohnort. So war er mehrere Jahre im Stadtrat von Homburg und von 1978 bis zu seinem Tod 1994 Presbyter der evangelischen Kirchengemeinde von Bruchhof-Sanddorf. 1983 wurde sein Sohn Richard Weber Nachfolger als Geschäftsführer der Brauerei.

## Ehrungen
1976 wurde ihm das Große Bundesverdienstkreuz und 1980 die Ehrenbürgerwürde von Homburg verliehen.
Am 19. November 1997 wurde das Berufsbildungszentrum Homburg in Paul-Weber-Schule umbenannt. Die Karlsberg-Brauerei taufte ihren Verwaltungssitz, das frühere Landratsamt von Homburg, Paul-Weber-Haus. Als dieser betriebsbedingt 2010 verlegt werden musste, wurde das Haus von Dr. Theiss Naturwaren aufgekauft, behielt aber seinen Namen.